# Cheiloneurus malayensis
Cheiloneurus malayensis är en stekelart som beskrevs av John S. Noyes och Chua 1977. Cheiloneurus malayensis ingår i släktet Cheiloneurus och familjen sköldlussteklar. Inga underarter finns listade i Catalogue of Life.